# Paris Saint-Germain Football Club 2006-2007
Questa voce raccoglie le informazioni riguardanti il Paris Saint-Germain Football Club nelle competizioni ufficiali della stagione 2006-2007.

## Maglie e sponsor
Lo sponsor tecnico per la stagione 2006-2007 è Nike e quello ufficiale Fly Emirates.
| Casa | Trasferta | Terza divisa |

## Rosa
| N. |                           | Ruolo | Calciatore         |
| -- | ------------------------- | ----- | ------------------ |
| 1  | Francia (bandiera)        | P     | Mickaël Landreau   |
| 4  | Rep. Ceca (bandiera)      | D     | David Rozehnal     |
| 5  | Francia (bandiera)        | D     | Bernard Mendy      |
| 6  | Colombia (bandiera)       | D     | Mario Yepes        |
| 7  | Francia (bandiera)        | A     | Péguy Luyindula    |
| 7  | Francia (bandiera)        | A     | Fabrice Pancrate   |
| 8  | Francia (bandiera)        | C     | Édouard Cissé      |
| 9  | Portogallo (bandiera)     | A     | Pauleta (capitano) |
| 10 | Argentina (bandiera)      | C     | Marcelo Gallardo   |
| 10 | Francia (bandiera)        | C     | Vikash Dhorasoo    |
| 11 | Costa d'Avorio (bandiera) | A     | Amara Diané        |
| 12 | RD del Congo (bandiera)   | D     | Larrys Mabiala     |
| 12 | Camerun (bandiera)        | D     | Jean-Hugues Ateba  |
| 13 | Francia (bandiera)        | A     | Pierre-Alain Frau  |
| 14 | Francia (bandiera)        | A     | David N'Gog        |
| 15 | Costa d'Avorio (bandiera) | C     | Bonaventure Kalou  |
| 16 | Francia (bandiera)        | P     | Jérôme Alonzo      |
| 17 | Mali (bandiera)           | D     | Sammy Traoré       |
| 18 | Francia (bandiera)        | A     | Samuel Piètre      |

| N. |                           | Ruolo | Calciatore         |
| -- | ------------------------- | ----- | ------------------ |
| 19 | Costa d'Avorio (bandiera) | A     | Franck Dja Djédjé  |
| 19 | Francia (bandiera)        | A     | Youssuf Mulumbu    |
| 20 | Francia (bandiera)        | C     | Clément Chantôme   |
| 20 | Uruguay (bandiera)        | A     | Carlos Bueno       |
| 21 | Uruguay (bandiera)        | C     | Cristian Rodríguez |
| 22 | Francia (bandiera)        | D     | Sylvain Armand     |
| 23 | Francia (bandiera)        | C     | Jérémy Clément     |
| 23 | Camerun (bandiera)        | C     | Modeste M'Bami     |
| 24 | Francia (bandiera)        | C     | David Hellebuyck   |
| 25 | Francia (bandiera)        | C     | Jérôme Rothen      |
| 26 | Senegal (bandiera)        | D     | Boukary Dramé      |
| 27 | Camerun (bandiera)        | C     | Albert Baning      |
| 28 | Brasile (bandiera)        | D     | Paulo César        |
| 30 | Francia (bandiera)        | P     | Nicolas Cousin     |
| 31 | Francia (bandiera)        | D     | Jean-Yves Mvoto    |
| 32 | Francia (bandiera)        | A     | Yannick Boli       |
| 33 | Francia (bandiera)        | C     | Granddi Ngoyi      |
|    | Francia (bandiera)        | D     | Mamadou Sakho      |